# Stolnica svetega Andreja, Bordeaux
Stolnica sv. Andreja v Bordeauxu (francosko: Cathédrale Saint-André de Bordeaux) je rimskokatoliška cerkev, posvečena svetemu Andreju in stoji v Bordeauxu v Franciji. Je sedež nadškofa Bordeauxa. Med francoske kulturne spomenike je bila uvrščena leta 1862, na seznam Unescove svetovne dediščine pa v sklopu Jakobove poti v Santiago de Compostela leta 1998.

## Zgodovina in opis
Katedralo je leta 1096 posvetil papež Urban II. Od prvotne romanske zgradbe je ostal le zid v ladji. Kraljeva vrata so iz zgodnjega 13. stoletja, preostala stavba pa je večinoma iz 14. do 15. stoletja. Stavba je nacionalni spomenik Francije.
V tej cerkvi se je leta 1137 13-letna Eleanora Akvitanska poročila s prihodnjim kraljem Ludvikom VII., nekaj mesecev, preden je postala kraljica.
Ob stolnici stoji ločen zvonik, Tour Pey-Berland.

## Arhitektura
Stolnica v Bordeauxu je zgrajena v gotskem slogu, ima vzhodno usmerjen kor z velikimi vitražnimi okni za prepuščanje jutranje svetlobe, poleg tega ima zunanje opornike in rebraste oboke, ki so hkrati dekorativni in zagotavljajo strukturno podporo, ki je omogočila boljšo porazdelitev teže navzven namesto navzdol, kar omogoča tanjše, višje in močnejše stene in več oken, ki puščajo več svetlobe, ki je bila v času gradnje verskega pomena. Vrata bordojske stolnice so okrašena s tipanonom z upodobitvami didaktičnih verskih prizorov in bruhalnike ter druge dekorativne skulpture, pa tudi visoke tanke fiale, značilne za gotski slog.

### Timpanon
Timpanon severnega portala stolnice v Bordeauxu sestavljajo kompozicija Jacquesa Gardellesa v treh registrih. Spodaj je Zadnja večerja. Nejasna vrvica ločuje ta register od naslednjega, ki predstavlja Kristusovo vnebovzetje z dvanajstimi apostoli ob strani. Ob Kristusovih nogah je simbolna gora Oljka. Zgoraj je Kristus na prstolu med dvema angeloma. Eden drži plašč, drugi pa trnovo krono. Dva angela, ki sestavljata to skupino, nosita luno in sonce, kot je to pri Poslednji sodbi.

### Notranost
Dimenzije:
- notranja dolžina: 124 m.
- glavna ladja: širina  18.
- Višina pod obokom je 23 metrov v ladji in 29 metrov v koru.

### Kapele
Levo od oltarja je kapela, posvečena svetemu Simonu Stocku, karmeličanskemu generalu, ki je znan in cenjen po tem, da je v vizijo prejel škapulir Gospe z gore Karmel. Relikvije svetnika so razstavljene na oltarju.

## Zbirka Marcadé
V stolnici je zbirka Marcadé, ki jo sestavlja skupina dvainštiridesetih iluminacij, med drugimi predmeti (slike, kipi, liturgična ogrinjala in srebrni predmeti). Stolnici jo je dal leta 1947 Canon Marcadé. Omenjene iluminacije, do zdaj malo raziskane, so razstavljene od leta 2015 v sobi, ki je bila zasnovana posebej za to zbirko. 

## Galerija
- Timpanon severnega portala
- Kor
- Stolp Pey-Berland
- Notranjost z orglami
- Strop
- Zadnja stran